# Matthias Glaubrecht

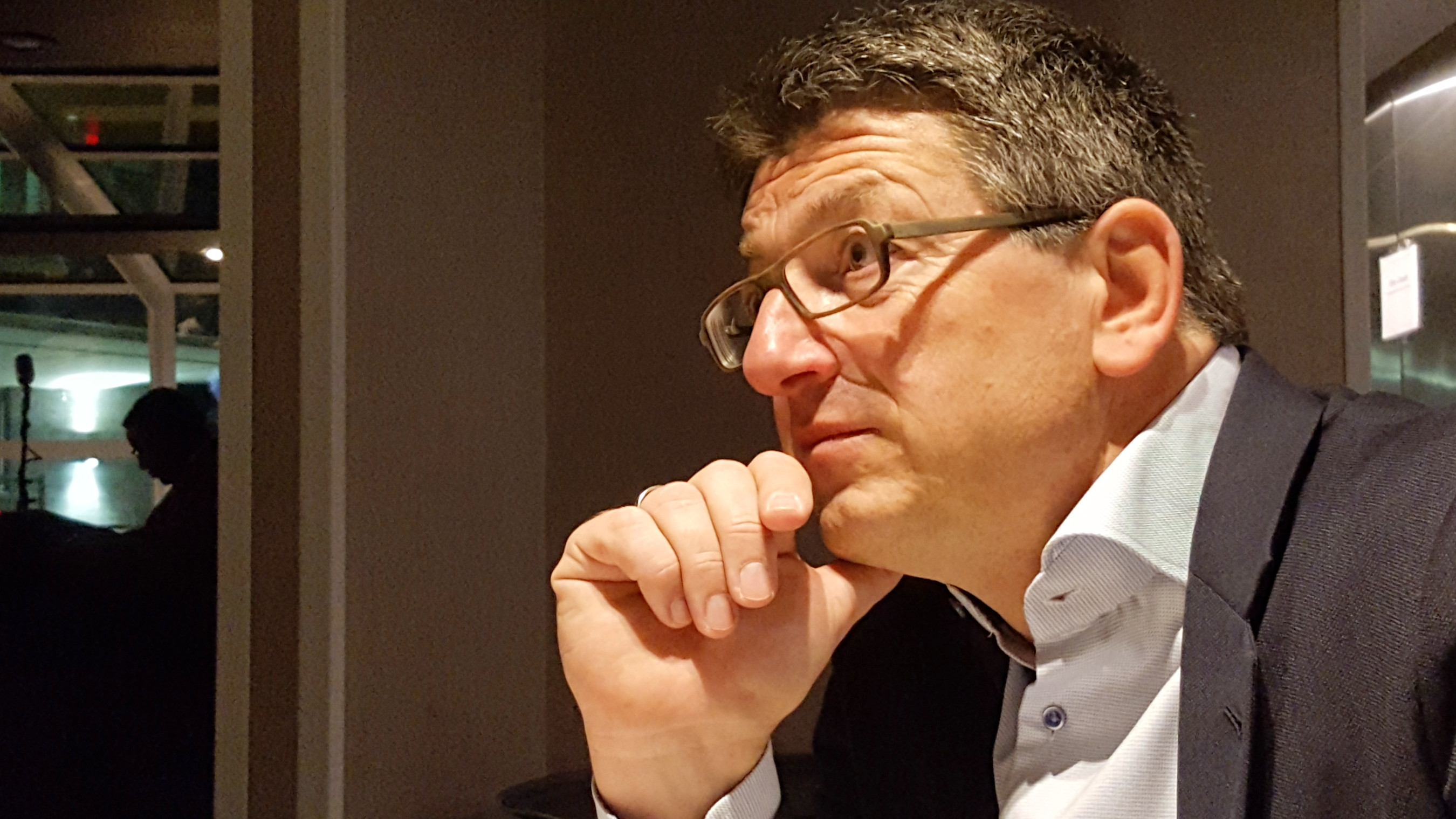
Matthias Glaubrecht, 2020

Joachim Matthias Glaubrecht (* 8. Oktober 1962 in Hamburg) ist ein deutscher Evolutionsbiologe, Biosystematiker, Wissenschaftshistoriker und Buchautor. Er war von 2014 bis 2021 Direktor des Centrums für Naturkunde in Hamburg. Seit Juni 2021 baut er als Wissenschaftlicher Projektleiter „Evolutioneum“ für das Leibniz-Instituts zur Analyse des Biodiversitätswandels das Naturkundemuseum in Hamburg auf.

## Leben und Wirken
Glaubrecht studierte Biologie an der Universität Hamburg, wo er 1990 sein Diplom erlangte und 1994 promoviert wurde. Von 1994 bis 1995 arbeitete er dort als wissenschaftlicher Mitarbeiter und Gastwissenschaftler am Zoologischen Institut. In der Zeit von 1996 bis 1997 war Glaubrecht zudem als Visiting Research Fellow zu Gast am Australian Museum in Sydney. Von 1997 bis 2014 war er Mitarbeiter des Naturkundemuseums Berlin und dort Kurator der Mollusken-Sammlung. Zwischen 2006 und 2009 war Glaubrecht Leiter der Forschungsabteilung des Museums und Mitglied der Leitung des Museums. Im Jahr 2011 habilitierte er sich an der Humboldt-Universität Berlin. Im Jahr 2014 wurde Matthias Glaubrecht zum Direktor des Centrums für Naturkunde in Hamburg (seit 2021 Museum der Natur) ernannt, wo er auch an der Konzeption von diversen Ausstellungen mitwirkte. Seit 2014 ist er zudem Professor für Biodiversität der Tiere an der Universität Hamburg. Er forscht über evolutionäre Systematik, historische Biogeographie, Morphologie und Wissenschaftsgeschichte der Biologie.
Nach der Zusammenlegung des Museum Koenig in Bonn und des Centrum für Naturkunde Hamburg im Leibnitz-Institut zur Analyse des Biodiversitätswandels im Jahr 2021 wurde Glaubrecht zum Wissenschaftlichen Projektleiter für den Bau eines neuen Naturkundemuseums in der Hamburger Hafencity, dem „Evolutioneum“, ernannt.
Glaubrecht war als Wissenschaftspublizist unter anderem für die Zeitungen und Zeitschriften Zeit, Die Welt und die Frankfurter Allgemeine Zeitung tätig. Er schrieb außerdem für die Magazine Geo, P.M. und Spektrum der Wissenschaft, trat als Experte in Rundfunk und Fernsehen auf, zum Beispiel in Sendungen wie NDR Info (NDR) oder „Terra X“ (ZDF), und hat mehrere populärwissenschaftliche Bücher zu den Themen Artensterben, Biodiversität und Wissenschaftsgeschichte verfasst. Darüber hinaus hält er regelmäßig öffentliche Vorträge.
In seinem Buch Das Ende der Evolution befasst er sich ausführlich mit dem Artenschwund seit dem Aussterben der Dinosaurier. Mit der aktuellen Zerstörung der Lebensgrundlage vieler großer Säugetiere und dem globalen Vogel- und Insektensterben wird auch die Existenz der Menschen gefährdet. Glaubrecht warnt: „Wir verlieren wahrscheinlich vor allen Dingen uns selber, einen Großteil der Menschheit. Es wird das Ende der Evolution sein mit den Tieren und Pflanzen und die belebte Welt, wie wir sie kennen.“ Eine geraffte englischsprachige Zusammenfassung von Glaubrechts Hauptthesen im "Spiegel"-Bestseller Das Ende der Evolution, die er zuvor anlässlich eines Symposiums im August 2022 in Oslo auf Einladung der Norwegian Academy of Science and Letters in einem Vortrag vorgestellt hatte, gehörte bis Februar 2025 zu den zehn am häufigsten heruntergeladenen Artikeln der Fachzeitschrift "Zoologica Scripta" aus den beiden Jahrgängen 2023 (issues 52) und 2024 (issues 53). Der Artikel ‘On the end of evolution – Humankind and the annihilation of species’ ist Teil einer virtuellen Ausgabe des Journals.
In seinem neusten Buch, Das stille Sterben der Natur – Wie wir die Artenvielfalt und uns selbst retten (April 2025) beschreibt er Gründe, warum die Krise der Biodiversität zu wenig wahr- und zu wenig ernst genommen würde: Der Fokus läge zu sehr auf dem Klimawandel, hinzu kämen das Versagen des klassischen Naturschutzes sowie eine oft verfehlte Wissenschaftspolitik, die ökologische und biosystematische Forschung zu wenig fördere.

## Preise und Auszeichnungen
- 2023 Sigmund-Freud-Preis für wissenschaftliche Prosa[19]
- 2020 Salus-Medienpreis: „Otto-Greither-Sonderpreis“ für das Sachbuch „Das Ende der Evolution. Der Mensch und die Vernichtung der Arten“
- 2006 Bscher Media Award der Freunde und Förderer der Humboldt-Universität
- 1996 Werner und Inge Grüter-Preis für Wissenschaftsvermittlung

## Tätigkeit in Gremien
- Kuratorium der Deutschen Wildtier-Stiftung (seit 2020)
- Beirat der Stiftung Hagenbeck (seit 2019)
- Wissenschaftlicher Beirat der Stiftung Deutsches Optisches Museum (seit 2018)
- Mitglied des Fachkollegiums für Zoologie der Deutschen Forschungsgemeinschaft (2008–2011)

## Herausgebertätigkeit
- Founding Editor-in-Chief von Evolutionary Systematics (2014–2023)
- Editor-in-Chief von Zoosystematics and Evolution (2007–2018)
- Editor-in-Chief von Organisms, Diversity & Evolution (2003–2006)
- Mitglied des Editorial Boards von Species, Phylogeny and Evolution (seit 2007)
- Mitglied des Editorial Boards von Malacologia (seit 2005)

## Veröffentlichungen (Auswahl)
- Das stille Sterben der Natur – Wie wir die Artenvielfalt und uns selbst retten. Penguin Random House Verlagsgruppe GmbH, München 2025, ISBN 978-3-570-10572-6.[20]
- Dichter, Naturkundler, Welterforscher. Adelbert von Chamisso und die Suche nach der Nordostpassage. Galiani, Berlin 2023, ISBN 978-3-86971-224-6.
- Die Rache des Pangolin. Wild gewordene Pandemien und der Schutz der Artenvielfalt. Ullstein, Berlin 2022, ISBN 978-3-550-20141-7.
- Adelbert von Chamisso: Die Tagebücher der Weltreise 1815–1818: Edition der handschriftlichen Bücher aus dem Nachlass. Hrsg. von Matthias Glaubrecht u. a. V&R Unipress, Göttingen, 2019, ISBN 978-3-8470-1096-8.[21]
- Das Ende der Evolution. Der Mensch und die Vernichtung der Arten. Bertelsmann, München 2019, ISBN 978-3-570-10241-1.[14]
- Abenteuer am Amazonas und am Rio Negro. Alfred Russel Wallace. Galiani, Berlin 2014, ISBN 978-3-86971-085-3.
- Am Ende des Archipels. Alfred Russel Wallace. Verlag Galiani, Berlin 2013, ISBN 978-3-86971-070-9.
- mit Harald Schneider (Hrsg.): Evolution in action: case studies in adaptive radiation, speciation and the origin of biodiversity. Springer, Berlin, Heidelberg 2010, ISBN 978-3-642-12424-2.
- Es ist, als ob man einen Mord gesteht. Ein Tag im Leben des Charles Darwin. Ein biografisches Porträt. Herder, Freiburg, Basel, Wien 2009, ISBN 978-3-451-29874-5.
- Seitensprünge der Evolution. Machos und andere Mysterien der Biologie. Hirzel, Stuttgart 2005, ISBN 3-7776-1378-9.
- Die ganze Welt ist eine Insel. Beobachtungen eines Evolutionsbiologen. Hirzel, Stuttgart, Leipzig 2002, ISBN 3-7776-1116-6.
- Der lange Atem der Schöpfung. Rasch und Röhring, Hamburg 1995, ISBN 3-89136-547-0.

Essayistisches Nachwort
- Adelbert von Chamisso: Reise um die Welt: mit 150 Lithographien von Ludwig Choris. AB – Die Andere Bibliothek, Berlin 2012, ISBN 978-3-8477-0010-4.

## Videointerviews und -vorträge
- „Matthias Glaubrecht: Das Ende der Evolution. Der Mensch und die Vernichtung der Arten“, Symposium „Vom Wert der Natur“, Katholische Akademie Freiburg, 2024
- „Der Mensch und das stille Sterben der Arten“, Abendvortrag Hanse Wissenschaftskolleg HWK, 2024
- „Vom Ende der Evolution – was der Verlust der Artenvielfalt für uns Menschen bedeutet“, Sauriersaal der Humboldt-Universität zu Berlin, 2023
- „Feierabendtalk mit Prof. Dr. Matthias Glaubrecht“, Jutta Paulus (Mitglied europäisches Parlament), 2022
- „phoenix persönlich: Prof. Matthias Glaubrecht zu Gast bei Michael Krons“, Phoenix, 2021
- „Well worth examining: Vom Anfang und Ende der Arten auf Archipelen“, Tagung „Inseln – zwischen Isolation und Autarkie“, Einsteinforum, 2021
- „Prof. Matthias Glaubrecht im Interview zum Thema Biodiversität“, Wohllebens Waldakademie, 2021
- „Das Ende vom Ende der Artenvielfalt. Eine Rückschau auf das Jahr 2062“, Tage der Utopie, 2021
- „Prof. Matthias Glaubrecht (Evolutionsbiologe) dokumentiert das Artensterben“, „Leute“, SWR, 2020
- „Projekt Zukunft“, DW Deutsch, 2009